# Опсада Москве (1238)
Опсада Москве 1238. била је део монголског освајања Русије.

## Увод
Након уништења Рјазања, 21. децембра 1237, велики кнез Јуриј II Владимирски послао је своје синове Всеволода и Владимира са већином своје војске да зауставе Монголе код Коломне. Ту је руска војска тешко потучена, а преживели су побегли на север, у Владимир и Москву.

## Опсада
Након пада Коломне у јануару 1238, кнез Владимир, млађи син великог кнеза Јурија, склонио се са преживелим ратницима у Москву, у то време мало утврђено село (основано 1156) под влашћу Владимира-Суздаљског. А људи из Москве побегоше натраг, и не видевши непријатеља, како тврди Новгородска хроника. Мала дрвена тврђава заузета је након 5 дана опсаде.

## Последице
Кнез Владимир је заробљен и погубљен две недеље касније, пред очима бранилаца Владимира.